# 德意志联邦共和国功绩勋章

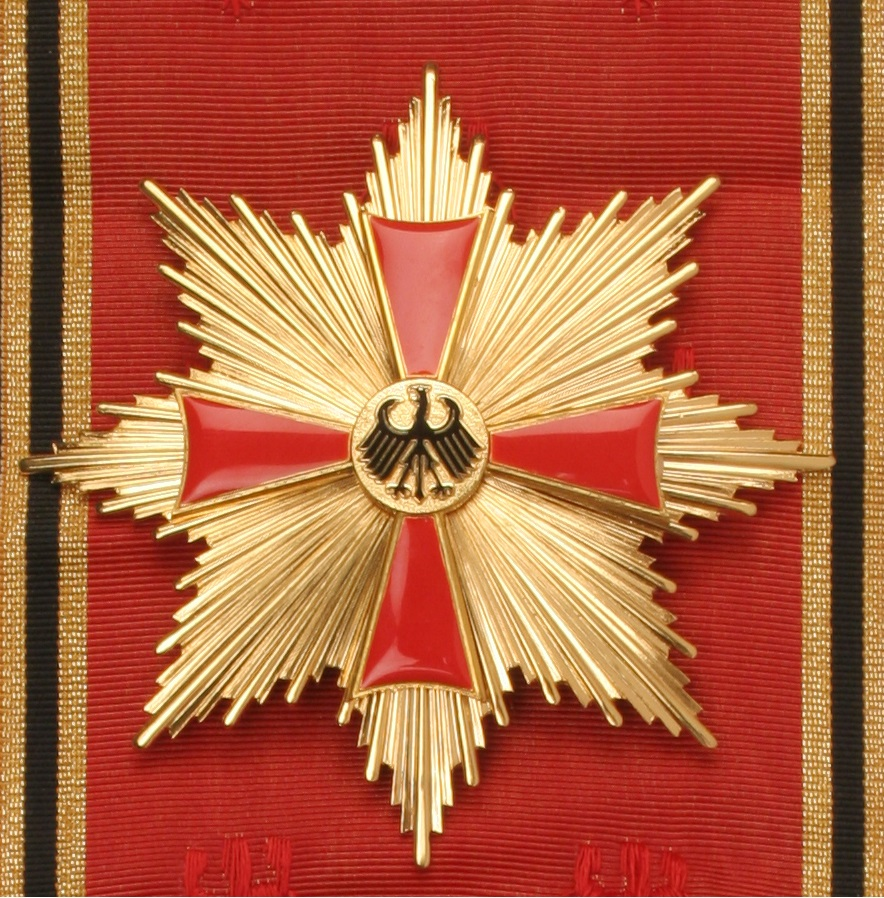
特等大十字勋章星章

德意志联邦共和国功绩勋章（德語：Verdienstorden der Bundesrepublik Deutschland），也称联邦功绩十字勋章，设立于1951年。由德国联邦总统颁发，用以表彰在德国政治、经济和社会文化方面做出重大贡献的人士。

## 级别
按照从低到高的顺序，勋章分为四个类别：功绩奖章（Verdienstmedaille）、功绩十字（Verdienstkreuz）、大功绩十字（Großes Verdienstkreuz）和大十字（Großkreuz）。其中各个类别下面又有细分，最终一共有八个等级。
- 大十字（Großkreuz）：正章直径70毫米
  - 特等大十字（Sonderstufe des Großkreuzes）：大绶佩星，八芒星章直径90毫米
  - 大十字（Großkreuz）：大绶佩星，六芒星章直径80毫米
- 大功绩十字（Großes Verdienstkreuz）：正章直径60毫米
  - 大绶佩星大功绩十字（Großes Verdienstkreuz mit Stern und Schulterband）：大绶佩星，四芒星章直径85毫米
  - 佩星大功绩十字（Großes Verdienstkreuz mit Stern）：领绶佩星，星章直径80毫米
  - 大功绩十字 （Großes Verdienstkreuz）：领绶
- 功绩十字（Verdienstkreuz）：正章直径55毫米
  - 一等功绩十字 （Verdienstkreuz erster Klasse）：无绶
  - 襟绶功绩十字（Verdienstkreuz am Bande）：襟绶
- 功绩奖章（Verdienstmedaille）

初次获奖者一般授予“功绩奖章”或“襟绶十字勋章”。康拉德·阿登纳、赫尔穆特·科尔与安格拉·默克尔曾获颁特别的“特制大十字勋章”（Großkreuz in besonderer Ausführung）。最高级别的“特等大十字勋章”一般只授予国家领导人和其配偶。